# فرانکو براکاردی
فرانکو براکاردی (ایتالیایی: Franco Bracardi؛ ‏ ۱۶ مهٔ ۱۹۳۷ – ۲۷ فوریهٔ ۲۰۰۵) بازیگر، کمدین، نوازنده پیانو و آهنگساز اهل ایتالیا بود.
وی برای خوانندگانی چون مینا، میری ماتیو و رافائلا کارا آهنگ ساخته‌است. وی همچنین پیانیست رسمی مائوریتسیو کوستانتسو در برنامهٔ تلویزیونی‌اش بود.
از فیلم‌ها یا مجموعه‌های تلویزیونی که وی در آن‌ها نقش داشته‌است می‌توان به سفیدبرفی و همراهان، من او را خوب می‌شناختم و آفرین به فک اشاره نمود.